# Receptor de relaxina
O receptores de relaxina são uma subclasse de quatro receptores acoplados a proteína G relacionados, que se ligam a relaxina, uma hormona peptídica.
Abaixo está uma lista de receptores de relaxina humanos, as suas hormonas peptidicas endógenas e que enzimas são activadas ou inibidas pelo receptor.
| receptor/gene | ligandos                         | activa | inibe             |
| ------------- | -------------------------------- | --- | ----------------- |
| RXFP1         | Relaxina 1, Relaxin 2, Relaxin 3 | adenilato ciclase, proteína quinase A, proteína quinase C, fosfatidilinositol 3-quinase, quinases reguladas por sinais extracelulares (Erk1/2) |                   |
| RXFP2         | Relaxina 1, Relaxina 2, INSL3    | adenilato ciclase |                   |
| RXFP3         | Relaxina 3                       | Sinalização Erk1/2 | adenilato ciclase |
| RXFP4         | Relaxina 3, INSL3                | | adenilato ciclase |